# Concèze
Concèze é uma comuna francesa na região administrativa da Nova Aquitânia, no departamento de Corrèze. Estende-se por uma área de 13,44 km². Em 2010 a comuna tinha 412 habitantes (densidade: 30,7 hab./km²).. Concèze é um Festival da Poesia .